# Oqtay Zulfugarov
Oqtay Zulfugarov (en azeri: Oqtay Qədir oğlu Zülfüqarov; 31 mai 1929, Bakou - 31 août 2016, Bakou) est compositeur, chef d'orchestre, violoncelliste et enseignant azerbaïdjanais. Artiste du peuple de l'Azerbaïdjan.

## Biographie
En 1951,  Oqtay Zulfugarov est diplômé du Collège de musique Asaf Zeynally, classe de violoncelle. En 1951-1953, il étudie au Conservatoire d'Azerbaïdjan sous Alexander Schwartz (violoncelle) et en 1958, il est diplômé du conservatoire sous Gara Garayev (composition). En 1949-1958 il est professeur d'une école de musique.

## Carrière
En 1960-1962 il travaille comme ingénieur du son. En 1965-1967, il dirige le département de musique dans la Maison républicaine des arts populaires à Bakou. Depuis 1968 il est consultant senior de l'Union des compositeurs de la RSS d'Azerbaïdjan . En 1974, il occupe le poste du directeur artistique des théâtres de télévision musicaux pour enfants “Tumurdjuk” et “Aysel”. Auteur de plus de 200 chansons pour enfants et de la musique pour le théâtre et le cinéma. Il  était engagé dans le traitement de chansons folkloriques. Beaucoup de ses chansons ont été récompensées lors de concours républicains . 